# Barrera desértica del Caribe
La Barrera desértica del Caribe es un ecosistema terrestre desértico distribuido entre las islas de Sotavento de las Antillas Menores y zonas costeras del norte de América del Sur colindantes a la región meridional del mar Caribe. 
| Distribución geográfica |
| ----------------------- |
|                         |

## Localización
Colombia
- Península de La Guajira
- Bajiplanicie del centro del Departamento de La Guajira

Venezuela occidental
- Costas del Golfo de Venezuela del Estado Zulia
- Estado Falcón (gran parte del territorio incluyendo la península de Paraguaná)
- Archipiélago Los Monjes

Antillas Neerlandesas
- Aruba
- Curaçao
- Bonaire

Venezuela oriental
- Península de Araya (noroeste del Estado Sucre)
- Estado Nueva Esparta (Isla Margarita, Coche, Cubagua, islas Los Frailes)
- Islas Los Roques
- Isla Orchila
- Isla La Tortuga

- Datos: Q3382910
- Multimedia: Guajira-Barranquilla Xeric Scrub Ecoregion / Q3382910